# 체코 국민사회당
체코 국민사회당(체코어: Česká strana národně sociální)은 체코의 국민주의 정당으로 1897년에 체코슬로바키아 사회민주노동당과 체코슬로바키아 청년당 출신 당원들이 창당하였다.
이 정당은 대통령인 에드바르트 베네시를 배출하고 체코슬로바키아 공산당의 연립정부에 참여하는 등 20세기에 매우 강력한 영향력을 미치는 정당이었지만 1990년대 이후 영향력이 크게 축소되었다.